# Jakobsův podvozek

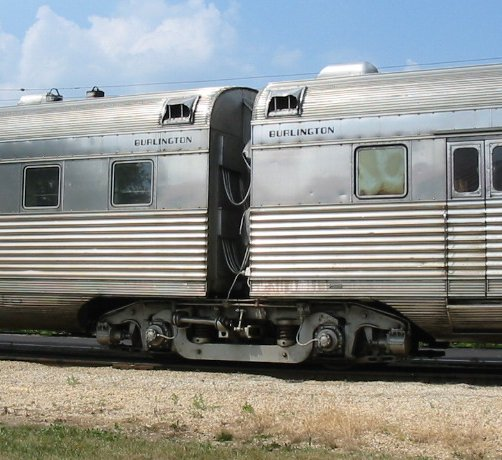
Jakobsův podvozek

Schematické porovnání Jakobsova podvozku (nahoře) s konvenčním uspořádáním podvozků (dole)

Jakobsův podvozek je železniční podvozek, který je společný dvěma sousedícím vozidlovým skříním. Zkonstruoval jej a v roce 1901 představil tehdejší ředitel vagónky Rastatt, pozdější předseda sdružení německých vagónek Wilhelm Jakobs. Na tento podvozek obdržel 10. dubna 1901 říšský patent č. 135392.
Vozidlová skříň se skládá ze dvou nebo více dílů. Mezi sousedními dvěma díly se nachází jeden společný podvozek, na kterém oba díly spočívají. Koncové díly jsou potom opatřeny podle potřeby a zatížení podvozkem nebo samostatným dvojkolím. Takto lze sestavovat prakticky libovolně dlouhé soupravy. Výhodou použití Jakobsových podvozků je snížení hmotnosti vozidel ušetřením hmotnosti jednoho podvozku a větší bezpečnost v případě vykolejení, kdy spojené vozy méně vybočují z osy koleje. To se ukázalo v případě vykolejení TGV a ICE ve vysoké rychlosti. Nevýhodou je nemožnost rozpojení vozidel v běžném provozu.
Jakobsův podvozek používají vlaky TGV, některé další moderní motorové a elektrické jednotky, článkové tramvaje a také některé nákladní kontejnerové vozy. Jednonápravovými podvozky Jakobsova uspořádání jsou opatřeny vlaky Talgo.
Schema vpravo znázorňuje symetrické, shodné uložení obou vozových skříní na Jakobsově podvozku, který k tomu musí být speciálně navržen. Jinou možností je použití standardního podvozku, na kterém je uložena jedna ze skříní a druhá spočívá pomocí kloubu na ní.

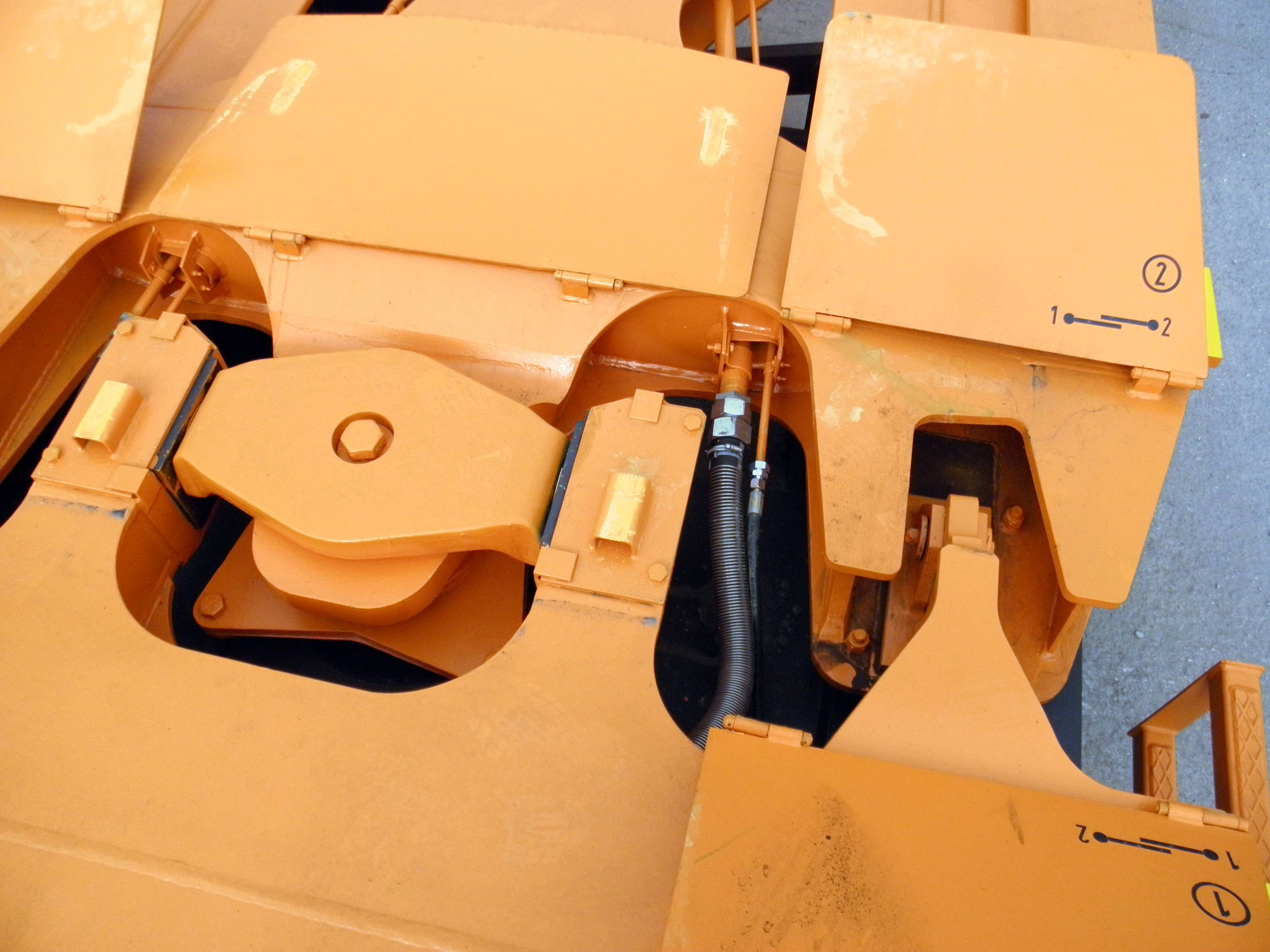
Uložení skříně na Jakobsově podvozku kontejnerového vozu. Vzdálenější vozová skříň je uložena na podvozku konvenčním způsobem, druhá na ní spočívá prostřednictvím křížového kloubu.